# Чоботарьово
Чоботарьо́во (рос. Чеботарёво) — село у складі Кувандицького міського округу Оренбурзької області, Росія.

## Населення
Населення — 517 осіб (2010; 651 у 2002).
Національний склад (станом на 2002 рік):
- росіяни — 83 %